# Nårup
|  | Nårup er også en bebyggelse i Gjern Sogn i Silkeborg Kommune |
Nårup er en by på Fyn med 207 indbyggere i byområdet (2022), beliggende 6 km nordøst for Glamsbjerg, 4 km sydvest for Tommerup og 21 km øst for Assens. Byen hører til Assens Kommune og ligger i Region Syddanmark.
Nårup hører til Verninge Sogn. Verninge Kirke ligger i Verninge 5 km sydøst for Nårup. 3 km vest for Nårup ligger herregården Krengerup.

## Faciliteter
Bag ved Nårups forsamlingshus har beboerne anlagt en legeplads med boldplads, svævebane, 2 petanquebaner, bålplads og bord/bænkesæt samt et moderne bystævne, der ligner en roterende galakse.

## Historie

### Stationsbyen
Nårup fik jernbanestation på Assensbanen (1884-1966). I 1899 beskrives byen således: "Naarup med Skole, Gæstgiveri, Savværk, Jærnbane- og Telegrafstation." Kroen ses på målebordsbladet fra 1800-tallet, men ikke på det fra 1900-tallet, som i øvrigt ikke viser nogen nævneværdig byudvikling.
Efter nedlæggelsen af persontrafikken fortsatte godstrafikken på Assensbanen i stadig mindre omfang til 2005. Skinnerne ligger der stadig, og siden 1985 har man kunnet køre med skinnecykler på den 28½ km lange strækning mellem Tommerup Station og Næsvej i Assens. Stationsbygningen i Nårup er bevaret på Skovsbovej 23, og "galgen" til jernbanebommen ved Skovsbovej findes stadig.